# Glarichelys knorri
La glarichelide (gen. Glarichelys) è una tartaruga estinta, vissuta nell'Oligocene inferiore (Rupeliano, tra 33,9 e 28,4 milioni di anni fa). I suoi resti fossili sono stati ritrovati in Europa.

## Descrizione
L'aspetto di Glarichelys doveva essere molto simile a quello delle tartarughe marine attuali (ad es. Eretmochelys imbricata), anche se le dimensioni erano molto minori. Alcune caratteristiche morfologiche sono ben più primitive rispetto a quelle riscontrate nelle tartarughe marine attuali, in particolare alcune caratteristiche del cranio e delle zampe. Il carapace era di costituzione leggera e permetteva a questo animale di nuotare piuttosto agilmente. I fossili della specie tipo, Glarichelys knorri, non superano la lunghezza di 30 centimetri, ma da esami riguardanti la morfologia è chiaro che questi sono esemplari giovanili. Un'altra specie, G. gwinneri, è nota per esemplari adulti di dimensioni ben maggiori.

## Paleobiologia
Glarichelys era una tartaruga di taglia moderata che frequentava le acque calme di baie marine simili a fiordi; lo stato di conservazione dei fossili rinvenuti nella Glarona indicano che questi animali non vivevano a grandi profondità; probabilmente vivevano in acque basse e, una volta morti, i loro cadaveri si depositavano sul fondale argilloso, dove venivano rapidamente ricoperti da nuovi strati di sedimento. Già lo studio di Zangerl (1958) indicava come il clima dell'ambiente in cui viveva Glarichelys dovesse essere simile a quello dell'odierna Ceylon e di altre regioni tropicali presenti nell'oceano Atlantico.

## Tassonomia
I primi fossili di questa tartaruga vennero riconosciuti già nel 1773 da Knorr e Walch, che descrissero un'importante fauna marina proveniente dal cantone della Glarona in Svizzera. I fossili vennero poi esaminati nel corso dell'Ottocento da vari studiosi, tra i quali Georges Cuvier, che attribuì i resti alla tartaruga Emys orbicularis. Nel 1831 Gray ascrisse i fossili a una nuova specie di Chelonia, C. knorri. Il primo studio dettagliato fu però di Hermann von Meyer, che nel 1856 esaminò i resti conservati all'Università di Zurigo. Solo nel 1958, però, grazie a Rainer Zangerl i fossili vennero riconosciuti come appartenenti a un nuovo genere di cheloni estinti, Glarichelys appunto. Altri fossili di questo animale sono stati in seguito ritrovati in varie zone d'Europa, tra cui Germania (in cui è stata ritrovata la specie G. gwinneri), Danimarca e Polonia.

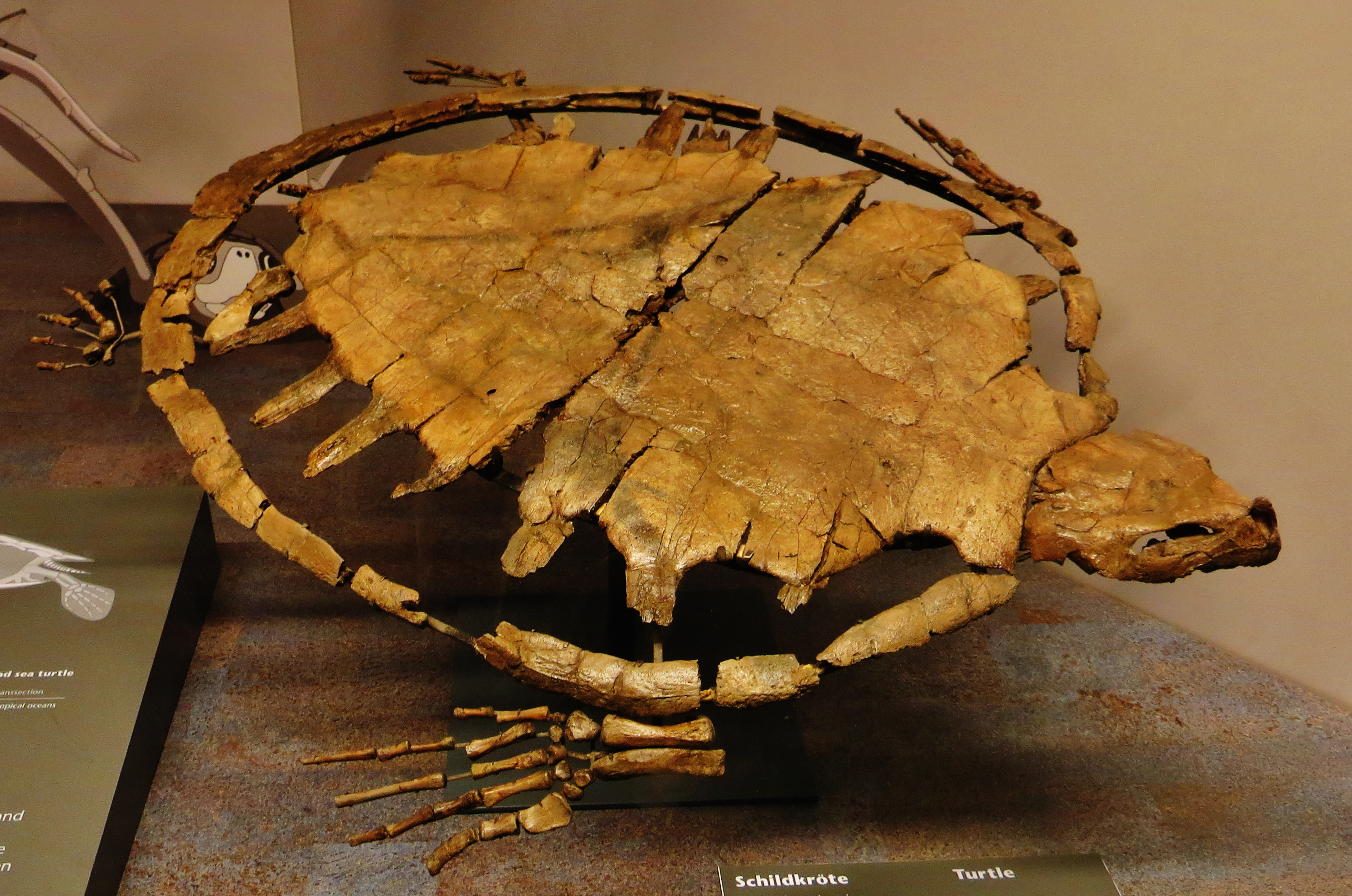
Fossile di Glarichelys gwinneri

Glarichelys è considerata appartenere alla famiglia dei chelonidi, che comprende le tartarughe marine attuali. Alcune caratteristiche primitive, però, sottolineano la sua appartenenza a un clade basale della famiglia, gli eochelonini, comprendenti altre forme del Terziario come Eochelone e Argillochelys (Weems, 1988).